# Carnlough
Carnlough (Iers: Carnlach) is een plaats in het Noord-Ierse County Antrim.
Carnlough telt 1440 inwoners. Van de bevolking is 15,1% protestant en 84,3% katholiek. In de jaren 50 van de 20ste eeuw bevond zich in de bergen achter Carnlough een limestone groeve en dat werd met schepen  naar Schotland gebracht voor de hoogovens. Honderden van deze reizen zijn gemaakt door de Groningse kustvaarder Hans.

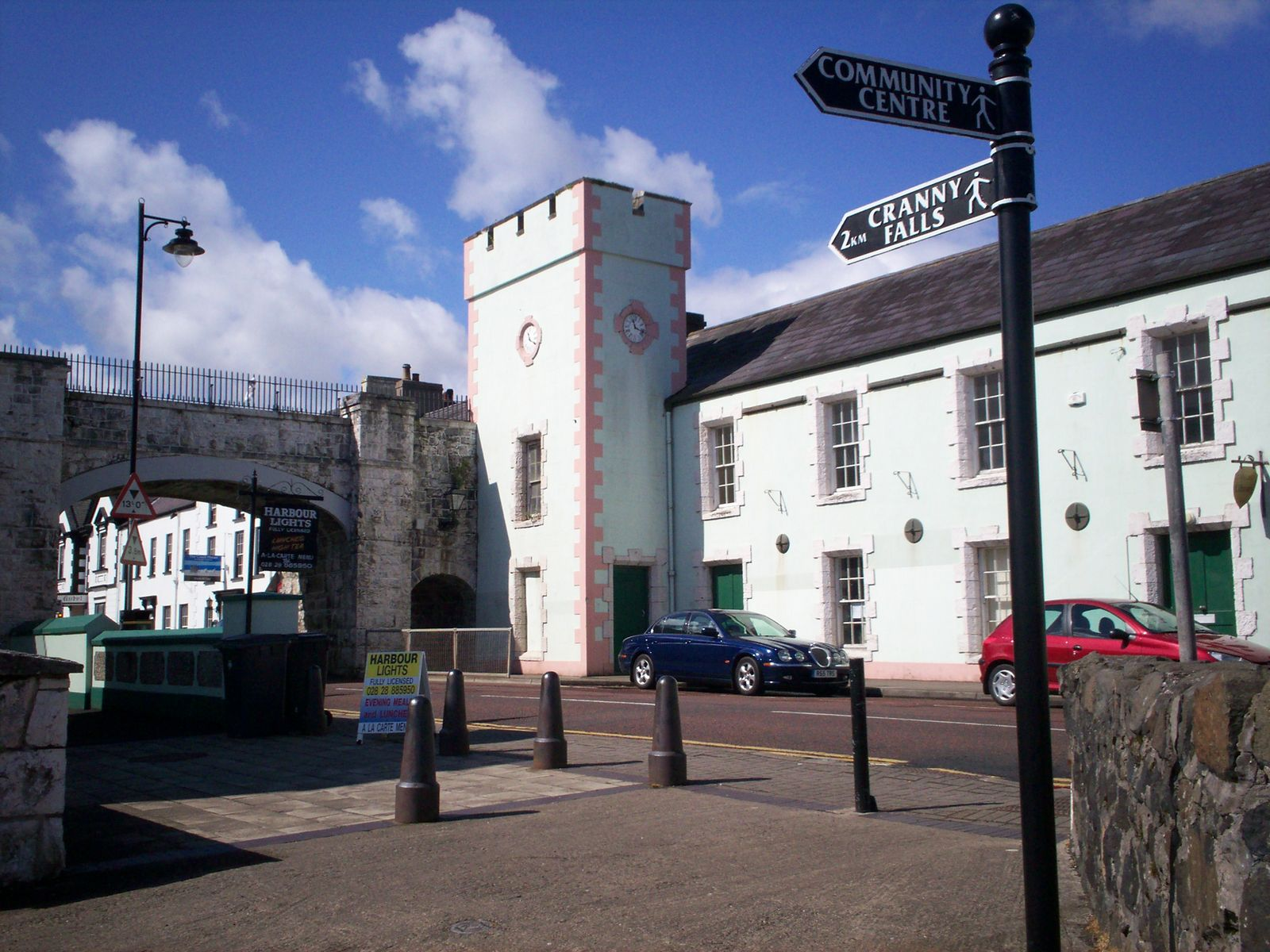
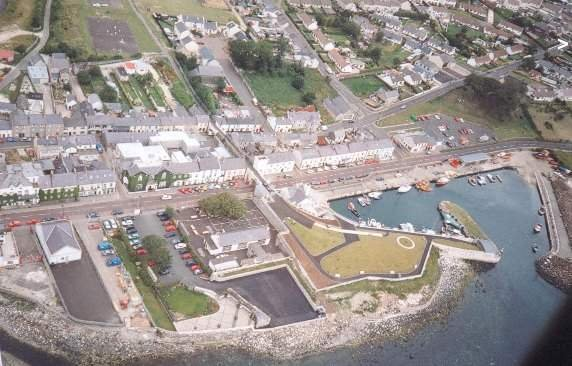